# الكتاب الكردي الأسود
الكتاب الكردي الأسود هو كتاب من تحرير سهام ميران صدر في سنة 2008، أختص الكتاب بتاريخ الحركات القومية الكردية في العراق وإتهم قيادات الأحزاب الكردية في العراق من مسعود البرزاني و جلال طالباني بنشر العنصرية عند الأكراد وتحريضهم على العرب بدعم من الجهات الخارجية التي كانت معادية للعراق، وقد أنتجت طبعة ثانية للكتاب في سنة 2014.

## وصلات خارجية
- رابط الكتاب